# Coity Castle
Coity Castle är en normandisk borgruin i Storbritannien. Den ligger i byn Coity i kommunen Bridgend i Wales. 
Runt Coity Castle är det tätbefolkat, med 411 invånare per kvadratkilometer. Trakten runt Coity Castle består i huvudsak av gräsmarker.

## Galleri

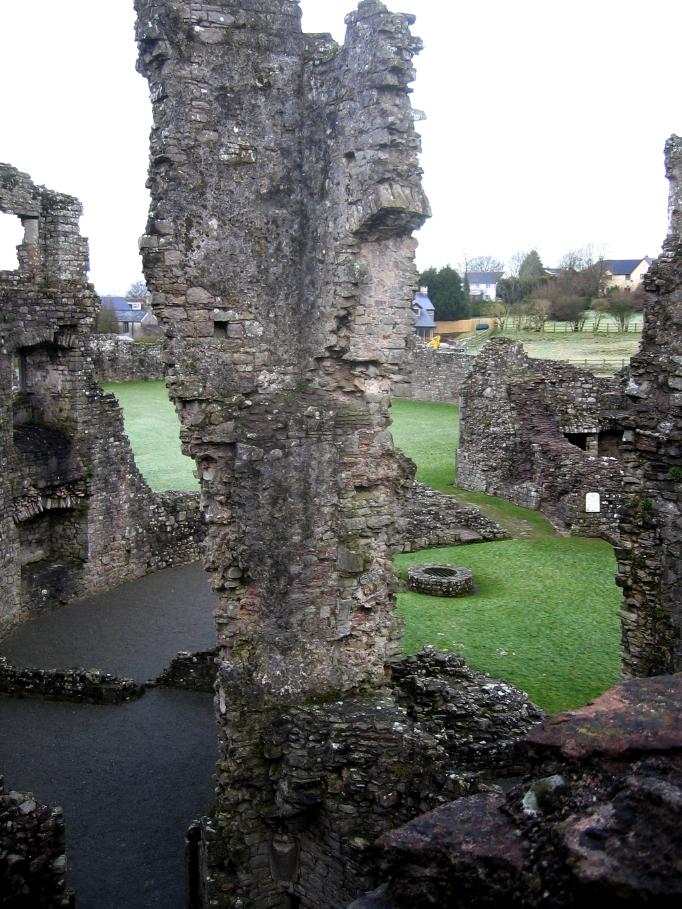
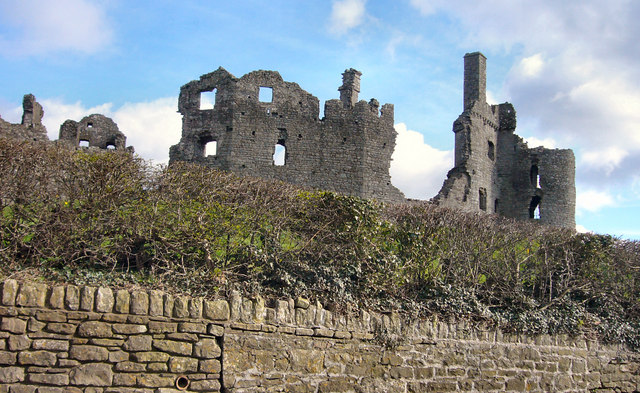
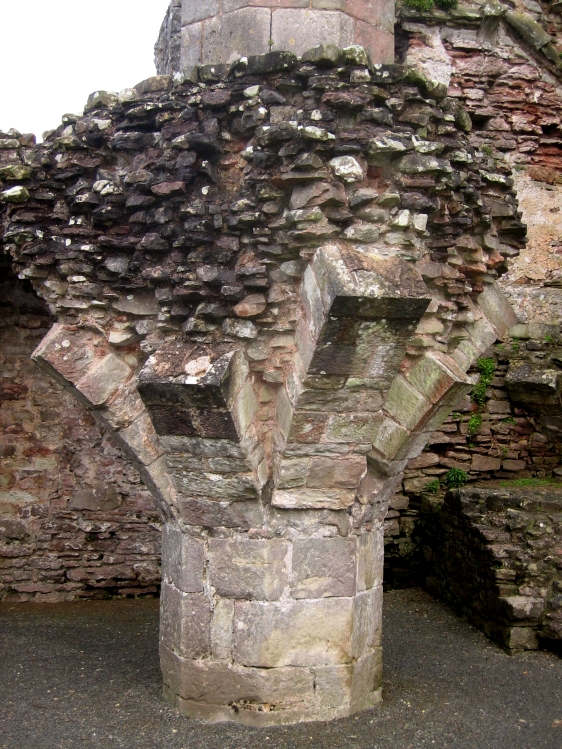